# Жилінський Євген Антонович
Євген Антонович Жилінський (3 травня 1986, м. Гродно, СРСР) — білоруський хокеїст, захисник. Виступає за «Несту» (Торунь) у Польській Екстралізі.
Вихованець хокейної школи «Німан» (Гродно). Виступав за ХК «Гомель», «Юніор» (Мінськ), «Німан» (Гродно), ХК «Брест», «Металург» (Жлобин), «Беркут» (Київ), ХК «Ліда».
У складі юніорської збірної Білорусі учасник чемпіонату світу 2004.
Досягнення
- Бронзовий призер чемпіонату України (2012).